# Жестоке године
Жестоке године је југословенско-узбекистански филм из 1978. године.

## Радња
После победе Октобарске револуције, поражене снаге царског режима, уз помоћ са стране, настоје срушити младу Совјетску републику. Кроз лик Југословена Александра Драговића приказан је дух револуционарног интернационализма који је захватио Европу, приказани су људи који су из далека дошли да би своје животе и судбине уградили у одбрану Октобарске револуције.

## Улоге
| Глумац                | Улога |
| --------------------- | ----- |
| Ружаб Адашев          |       |
| Анвара Алимова        |       |
| Фарук Беголи          |       |
| Бора Божанић          |       |
| Весна Чипчић          |       |
| Артик Џихалијев       |       |
| Јахио Фајзулајев      |       |
| Драгомир Фелба        |       |
| Цане Фирауновић       |       |
| Џаваланбек Гафурбеков |       |
| Рано Камрајева        |       |
| Џамал Кашимов         |       |
| Фархад Кајдаров       |       |
| Шукур Кожхујев        |       |
| Игор Клас             |       |
| Микхаил Кононов       |       |
| Максуд Мансуров       |       |
| Закирзхан Муминов     |       |
| Коџа Дурди Нарлијев   |       |
| Мурад Раџабов         |       |
| Лес Сердиук           |       |
| Братислав Славковић   |       |
| Сагди Табибулајев     |       |
| Валери Тсветков       |       |
| Назим Тулакхоџхајев   |       |
| Рустам Турајев        |       |
| Камза Умаров          |       |
| Сабир Вакхидов        |       |
| Јунус Јусупов         |       |